# Alexandra Wong
Alexandra Wong, de son vrai nom Wong Fung-yiu (王鳳瑤, née le 16 mai 1956), connue sous le surnom de Grandmère Wong,,, est une militante sociale hongkongaise du camp pro-démocratie qui a attiré l'attention internationale en 2019 pour avoir agité un grand drapeau du Royaume-Uni lors des manifestations pro-démocratie. Elle est également connue pour avoir disparu en août 2019, puis avoir refait surface en public 14 mois plus tard lors d'une conférence de presse à Hong Kong, où elle a décrit son calvaire lors de sa détention en Chine continentale.

## Biographie
Wong est née et a grandi dans le quartier hongkongais de Sham Shui Po. Après avoir terminé ses études supérieures, elle se spécialise en comptabilité et en musique, puis travaille comme auditrice. À l'âge de trente ans, elle s'installe à Vienne en Autriche pour étudier la musique vocale, puis vit brièvement aux États-Unis.
Après son retour à Hong Kong, elle fait du bénévolat au Shaanxi pour l'organisation World Vision International en 2004, et achète un appartement à Shenzhen deux ans plus tard, dans l'espoir d'y vivre de façon permanente. Cependant, alors qu'elle fait du bénévolat, elle trouve la vie en Chine continentale compliquée, ce qui l'incite à commencer son militantisme à ce moment-là.

## Activisme

### Premières activités
En 2012, elle participe aux manifestations contre l'éducation morale et nationale (en). Après les manifestations, à la suite de son diagnostic d'un cancer du sein, elle met en pause son activisme pour subir un traitement. Elle est souvent aperçue pendant le mouvement des parapluies en 2014, alors que, bien que vivant à Shenzhen, elle se rend à Hong Kong plusieurs fois par semaine.
En 2018, Wong assiste au procès de l'activiste Edward Leung, arborant le slogan « Libérez Hong Kong » (光復香港) imprimé sur son écharpe, et criant « Hong Kong est devenue la Chine continentale » (en cantonais: 香港而家變咗大陸啦). Le juge lui interdit l'accès à la salle d'audience, mais lui permet de regarder le procès en direct dans le bâtiment. Le 7 mars, elle est reconnue coupable d'outrage au tribunal et condamnée à une amende de 1 000 HK$.

### Manifestations de 2019, disparition et retour

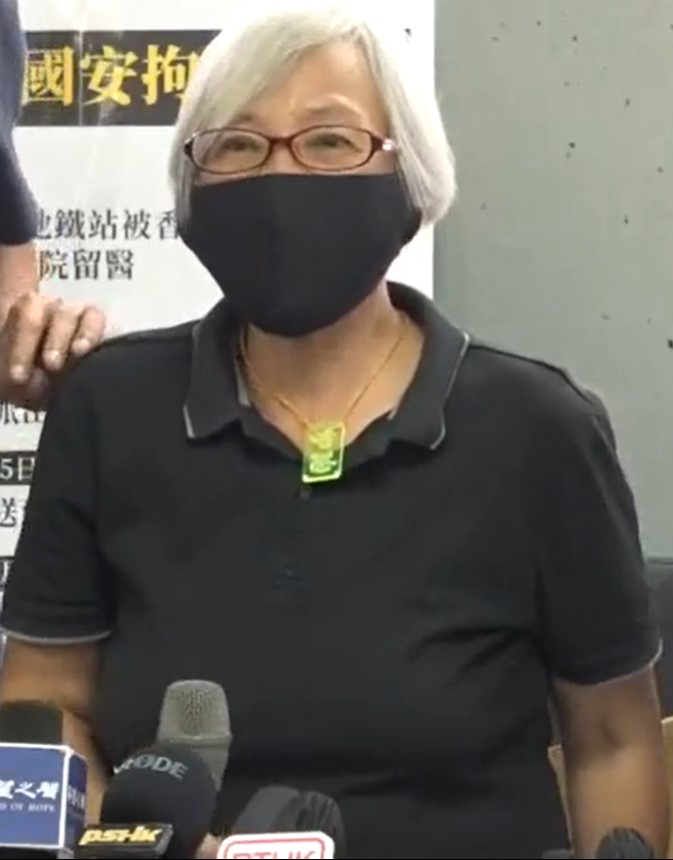
Wong à son retour à Hong Kong en 2020.

Au début des manifestations contre l'amendement de la loi d'extradition par le gouvernement de Hong Kong, Wong attire l'attention pour avoir assisté à des manifestations en agitant son drapeau britannique. Elle disparaît en août 2019 et aurait été emmenée par les forces de sécurité. Le législateur Eddie Chu demande où elle se trouve et le Bureau de la sécurité (en) lui répond qu'elle est « en sécurité ». À son retour à Hong Kong en octobre 2020, elle déclare avoir été envoyée au Shaanxi en septembre 2019, où elle a été soumise à un endoctrinement politique et forcée de chanter l'hymne national chinois en brandissant le drapeau chinois, tout en se faisant demander à plusieurs reprises « Pourquoi arborez-vous votre drapeau britannique ? Vous êtes Chinoise ». Elle annonce également qu'elle n'a jamais été officiellement informée des accusations portées contre elle et allègue avoir subi des abus mentaux ».
Le 2 octobre 2020, Chu annonce qu'elle est revenue à Hong Kong à la suite d'une procédure pénale sur le continent et qu'elle est soignée à l'hôpital de Tuen Mun (en) après une échauffourée avec des agents de sécurité. Il déclare également qu'elle a été détenue à  Futian pour avoir « susciter des querelles et provoquer des troubles » et qu'elle avait ensuite été transférée dans une prison de Shenzhen avant d'être envoyée au Shaanxi. Elle tient une conférence de presse avec Chu et Fernando Cheung (en), un autre législateur, où elle rappelle son séjour de 14 mois sur le continent.
Dans une interview accordée à CNN en novembre 2020, elle exhorte les jeunes Hongkongais à partir et à commencer une vie ailleurs, tout en disant qu'il est trop tard pour qu'une « vieille femme » comme elle fasse de même. Elle ajoute qu'elle continuera son militantisme car il lui sera « impossible » de se taire et déclare qu'elle n'a pas peur d'aller à nouveau en prison.
En mars 2021, elle est interviewée par France 24 en raison de sa présence à l'extérieur du tribunal alors que la loi sur la sécurité nationale concernant l'accusation de subversion se poursuit contre 47 militants arrêtés en janvier et inculpés en février 2021 (en). Wong exhorte les Hongkongais à « revenir et dire au monde que nous continuerons à nous battre pour la liberté, la démocratie et la justice ».

### Position politique concernant Hong Kong
Dans une interview de juillet 2019 pour Reuters, Wong déclare qu'elle a raté l'époque coloniale et qu'elle a acheté son grand drapeau britannique et ses épinglettes à Shenzhen mais qu'elle avait dû secrètement demander un drapeau britannique car « ils ne montraient que le drapeau chinois ». Wong déclare également qu'elle n'a pas d'enfants et que tout ce qui l'inquiète est l'« avenir de la jeunesse de Hong Kong ». Elle dit également faire la navette tous les jours depuis Shenzhen parce que vivre à Hong Kong la rend triste.

### Arrestations et condamnations
Wong est arrêtée et accusée d'agression après s'être précipitée sur le garde qui l'a approchée pour un contrôle de sécurité à la Haute Cour en janvier 2019. Fin novembre 2020, elle est nommée pour le Prix Nobel de la paix par le groupe parlementaire multipartite du Royaume-Uni à Hong Kong après son arrestation. Le 14 juillet 2021, elle est reconnue coupable et condamnée à un mois de prison pour l'agression.
Le 30 mai 2021, Wong est arrêté alors qu'elle marche seule à la veille du 32e anniversaire des manifestations de la place Tian'anmen (en), et relâchée le lendemain.
En avril 2022, elle est condamnée à six jours de prison avec un sursis de 18 mois pour entrave à un policier. Le 13 juillet 2022, elle est emprisonnée pendant huit mois pour attroupement illégal en lien avec deux manifestations non autorisées auxquelles elle a participé le 11 août 2019.